# 君の名前 呼ぶだけで
「君の名前 呼ぶだけで」（きみのなまえ よぶだけで）は、菅崎茜の2枚目のシングル。

## 概要
- カップリングの「fly high」は唯一のアルバム未収録。

## 収録曲
1. 君の名前 呼ぶだけで
作詞：菅崎茜　作曲・編曲：徳永暁人
2. fly high
作詞：菅崎茜　作曲：今井万紀　編曲：大賀好修
3. 君の名前 呼ぶだけで (inst.)
4. fly high (inst.)

## 参加ミュージシャン
- 徳永暁人 - ギター
- 大賀好修 - ギター
- 宇徳敬子 - コーラス